# Mont-de-Lans
Mont-de-Lans este o comună în departamentul Isère din sud-estul Franței. În 2009 avea o populație de 465 de locuitori.

## Evoluția populației
| An        | 1975 | 1982 | 1990 | 1999 | 2006 | 2009 |
| --------- | ---- | ---- | ---- | ---- | ---- | ---- |
| Populație | 189  | 233  | 288  | 351  | 422  | 465  |